# Rho (lettera)
Il rho, o ro (Ρ; ρ; ϱ), è la diciassettesima lettera dell'alfabeto greco. È, col lambda, una consonante liquida. All'inizio di parola, il ro viene scritto così: Ῥ o ῥ, con aspirazione; probabilmente questo deriva dal fatto che, in principio di parola, era pronunciato sordo. Il valore numerico assegnatogli dagli antichi matematici greci era 100.

## Gli usi
- In biologia è utilizzata per nominare il fattore di trascrizione che, nelle cellule procariotiche, separa DNA e RNA polimerasi interrompendo la trascrizione.
- In statistica è utilizzata come simbolo dell'indice di correlazione, ovvero la formalizzazione della covarianza.
- In matematica indica il raggio spettrale di una matrice.
- In elettrotecnica indica la resistività.
- In fisica è spesso utilizzata per indicare la massa volumica (cioè il rapporto massa/volume, da non confondere con il peso specifico N/m³)
- Nella teoria degli insiemi può indicare una relazione di equivalenza.
- Nell'algebra relazionale indica l'operatore di ridenominazione.